# Ceresium brevipes
Ceresium brevipes là một loài bọ cánh cứng trong họ Cerambycidae.